# 参加型デザイン
参加型デザイン（さんかがたデザイン、Participatory design）とは、エンドユーザーがデザインの過程に能動的に参加し、デザインされる製品が彼らのニーズに合っているか、使い易さはどうかを確認する助けをするデザイン手法の一種。スカンジナビアの国々の労働組合で1960年代から70年代にかけて行われ始めたことが起源と言われている。また、関連するコンセプトとしてアクションリサーチや社会工学設計(Sociotechnical Design)がある。

## 概要
英語圏では、この用語はソフトウェア開発で主に使われてきた。特に社会的責任を考えるコンピュータ専門家の会 (CPSR) は何度か参加型デザインに関する会議を開催している。これは設計へのユーザーの参加を取り入れたエクストリーム・プログラミングの手法とも重なる。しかし、本来の参加型デザインは（スカンジナビアの労働組合が起源であることもあって）少数のユーザーではなく多数のユーザーの参加を意図したものである。
参加型デザインにおいて、（推定、潜在的または未来の）エンドユーザーは開発過程の間、研究者や開発者と協力するように請われる。彼らは開発過程のいくつかの段階で参加することになる。例えば、最初の研究や解決すべき問題を定義する段階での参加によって、問題の所在を明確化させるのに役立つし、開発段階ではその製品が問題を正しく解決しているか評価するのに役立つ。
参加型デザインは、研究者や開発者の世界にエンドユーザーが入り込むと捉えることができるが、共感型デザイン(Empathic Design)は逆に研究者や開発者がエンドユーザーの世界に入り込むものである。ユーザー設計とユーザー中心設計の間には根底にある理論やシステムに大きな違いがある。ユーザー中心設計は便利で重要な要素であるが、ユーザーを設計工程の中心に置き、ユーザーからの助言を重視する。しかし、決定するのはユーザーではなく、ユーザーに専門家の使用するツールを使わせることもない。例えば、ウィキペディアの内容はユーザー設計されたものである。ユーザーには項目を独自に作るためのツールが与えられている。ウィキペディアを支えるウィキソフトウェアはユーザー中心設計に基づいている。ユーザーは変更を提案したり設計に何らかの入力を与えたりするが、実際の機能やシステム設計を決定しているのは少人数の専門グループである。
ボーイング777の開発においては発注した航空会社が設計上の諸問題を解決したり、航空会社が個々の要望を出していく「ワーキング・トゥゲザー（Working Together）」が結成された。